# Scott Pilgrim rákapcsol
A Scott Pilgrim rákapcsol (eredeti cím: Scott Pilgrim Takes Off) 2023-ban induló amerikai-japán anime sorozat, amelyet Bryan Lee O’Malley és BenDavid Grabinski alkotott. A sorozat a Scott Pilgrim képregények alapján játszódik, és a 2010-es filmadaptáció szereplői pedig megismétlik szerepüket. A sorozat a tervek szerint 2023. november 17-én jelenik meg.

## Cselekmény
A Kanadában, Torontóban játszódó sorozat az eredeti Scott Pilgrim képregény-sorozat alternatív újrameséléseként szolgál. Az eredeti sorozathoz hasonlóan Scott Pilgrim, egy indie banda basszusgitárosa beleszeret Ramona Flowers-be, egy titokzatos futár lányba, aki felkelti Ramona hét gonosz exének figyelmét. A dolgok azonban váratlan fordulatot vesznek, amikor Scott ténylegesen elveszíti csatáját Ramona első gonosz exével, Matthew Patellel szemben, és látszólag meghal. Ahogy Ramona gonosz exeinek élete drasztikusan megváltozik, Ramona megtudja, hogy Scott még életben lehet, és úgy dönt, hogy nyomozni kezd az eltűnése ügyében.

## Szereplők
| Szereplő                     | Angol hang                     | Japán hang                | Magyar hang        |
| ---------------------------- | ------------------------------ | ------------------------- | ------------------ |
| Scott Pilgrim                | Michael Cera                   | Hiro Shimono              | Molnár Levente     |
| Scott Pilgrim                | Finn Wolfhard (tinédzser-ként) | Hiro Shimono              | Molnár Levente     |
| Scott Pilgrim                | Will Forte (idősen)            | Fumihiko Tachiki (idősen) | Molnár Levente     |
| Ramona Flowers               | Mary Elizabeth Winstead        | Fairouz Ai                | Molnár Ilona       |
| Matthew "Matt" Patel         | Satya Bhabha                   | Shinji Saitō              | Jakab Márk         |
| Wallace Wells                | Kieran Culkin                  | Masaya Fukunishi          | Kékesi Gábor       |
| Lucas Lee                    | Chris Evans                    | Yūichi Nakamura           | Kis Horváth Zoltán |
| Stacey Pilgrim               | Anna Kendrick                  | Misato Matsuoka           | Csifó Dorina       |
| Natalie "Envy" Adams         | Brie Larson                    | Kana Hanazawa             | Szabó Luca         |
| Kimberly "Kim" Pine          | Alison Pill                    | Tomo Muranaka             | Engel-Iván Lili    |
| Julie Powers                 | Aubrey Plaza                   | Yū Kobayashi              | Nemes Takách Kata  |
| Todd Ingram                  | Brandon Routh                  | Wataru Hatano             | Pál Tamás          |
| Gordon "Gideon Graves" Goose | Jason Schwartzman              | Tomokazu Seki             | Karácsonyi Zoltán  |
| "Kicsi" Neil Nordegraf       | Johnny Simmons                 | Yuto Kawasaki             | Baráth István      |
| Stephen Stills               | Mark Webber                    | Anri Katsu                | Czető Ádám         |
| Roxanne "Roxie" Richter      | Mae Whitman                    | Naomi Ōzora               | Gulás Fanni        |
| Penge Chau                   | Ellen Wong                     | Aoi Koga                  | Tamási Nikolett    |
| Kyle Katayanagi              | Julian Cihi                    | Shunsuke Takeuchi         | TBA                |
| Ken Katayanagi               | Julian Cihi                    | Shunsuke Takeuchi         | TBA                |

### Magyar változat
- Fordító: Pék Natália
- Hangmérnök: Szabó Miklós
- Operatív vezető: Boskó Andrea
- Zenei rendező: Ullmann Zsuzsa
- Szinkronrendező: Kosztola Tibor
- Produkciós vezető: Jávor Barbara

A szinkront a Dub 4 Stúdió készítette.

## Epizódok
| #  | Cím                                                                  | Rendező                              | Író                                      | Premier                               |
| -- | -------------------------------------------------------------------- | ------------------------------------ | ---------------------------------------- | ------------------------------------- |
| 1. | Scott Pilgrim drága kis élete (Scott Pilgrim's Precious Little Life) | Abel Góngora                         | Bryan Lee O'Malley és BenDavid Grabinski | 2023. november 17. 2023. november 17. |
| 2. | Micsoda csapat! (A League of Their Own)                              | Tomohisa Shimoyama                   | Bryan Lee O'Malley és BenDavid Grabinski | 2023. november 17. 2023. november 17. |
| 3. | Ramona kikölcsönöz egy filmet (Ramona Rents a Video)                 | Moko-chan                            | Bryan Lee O'Malley és BenDavid Grabinski | 2023. november 17. 2023. november 17. |
| 4. | Mindegy (Whatever)                                                   | Akitoshi Yokoyama                    | Bryan Lee O'Malley és BenDavid Grabinski | 2023. november 17. 2023. november 17. |
| 5. | Fény! Kamera! Szikrák?! (Lights. Camera. Sparks?!)                   | Rushio Moriyama                      | Bryan Lee O'Malley és BenDavid Grabinski | 2023. november 17. 2023. november 17. |
| 6. | Ki tette? (WHODIDIT)                                                 | Takakazu Nagatomo                    | Bryan Lee O'Malley és BenDavid Grabinski | 2023. november 17. 2023. november 17. |
| 7. | 2 Scott Pilgrim (2 Scott 2 Pilgrim)                                  | Kenji Maeba                          | Bryan Lee O'Malley és BenDavid Grabinski | 2023. november 17. 2023. november 17. |
| 8. | A világ Scott Pilgrim ellen (The World Vs Scott Pilgrim)             | Takuya Fujikura és Takakazu Nagatomo | Bryan Lee O'Malley és BenDavid Grabinski | 2023. november 17. 2023. november 17. |